# Obertenghi
Gli Obertenghi sono una dinastia sovrana d'origine longobarda, fondata da Oberto I, marchese di Milano e Genova, conte di Luni, di Tortona, e reggente della così detta Marca Obertenga nel Sacro Romano Impero dal secolo X. Regnarono su diversi territori d'Italia e Europa nel Sacro Romano Impero e anche nel Regno Unito e nell'India fino al XX secolo attraverso il ramo tedesco della stirpe (Casa di Hannover). 
Il territorio della Marca Obertenga comprendeva la Lombardia (con la Svizzera Italiana), l'Emilia ad esclusione di Bologna (poi si aggiunse anche Ferrara), parte del Piemonte (Novara, Tortona e l'Oltregiogo con Novi Ligure, Ovada e la val Bormida) e parte della Liguria e della Toscana, dal Genovesato fino alla Lunigiana e alla Garfagnana, e poi indirettamente anche la Corsica e parte della Sardegna.
Tra i rami più illustri si trovano i Malaspina, Pallavicino, Cavalcabò e la Casa d'Este, quindi i così detti "giovani Welfen" da cui la Casa di Hannover.

## Origini

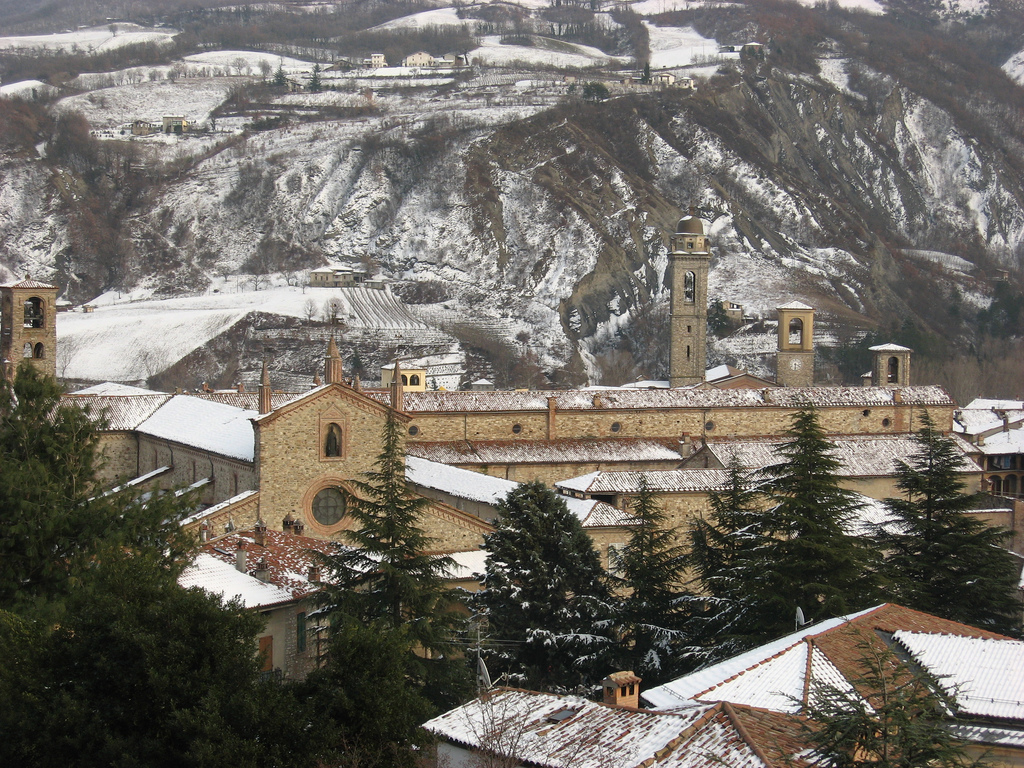
L'abbazia di San Colombano a Bobbio

L'origine degli Obertenghi rimane ancora controversa. Le fonti risalgono sicuramente al capostipite Oberto I, conte e magnate nella corte del re Berengario II d'Ivrea, ed uno dei tre nobili principali ad essere elevato alla dignità marchionale (all'epoca principesca) dall'imperatore Ottone I insieme Arduino il Glabro, marchese di Torino, ed Aleramo, marchese di Savona e il Monferrato.

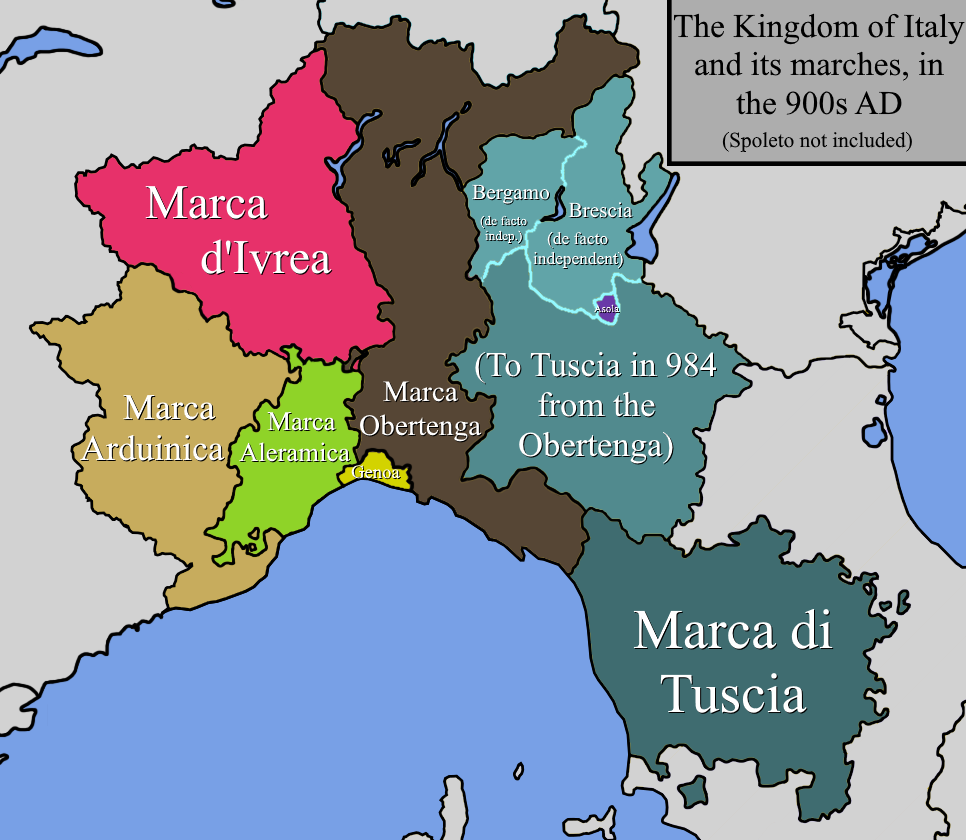
Le marche d'Italia al 900

Risalgono, secondo alcuni genealogisti tardivi, a Bonifacio, nobile bavarese, primo marchese di Toscana. Contro questa tesi si pronunciò lo storico tedesco Eduard Hlawitschka, il quale sottolineò che Oberto I stesso affermava di vivere secondo le leggi longobarde, esattamente come i suoi antenati.

## Storia
Sotto il dominio bizantino si formò anche la Provincia Maritima Italorum con capitale a Genova, ma il tutto passò dal 641 prima ai Longobardi e successivamente ai Franchi che riunificarono la regione preesistente, senza però modificare l'assetto dato dai romani con la formazione di ducati longobardi o contee franche. 
Unica effettiva trasformazione fu il trasferimento della capitale a Pavia, rimanendo comunque quella religiosa a Milano, sede dell'arcivescovato.
Dal 614 si formò l'Abbazia di San Colombano. 
Per la sua difesa, Bobbio si affida a guardie armate comandate dai discendenti degli Obertenghi.
Dopo la decadenza del X secolo, a quella successiva dopo la scomunica del Vescovo Guarnerio e alle infeudazioni dal 1164 da parte dell'imperatore Federico Barbarossa dopo l'affievolirsi della protezione imperiale e papale, i feudi passarono buona parte direttamente agli Obertenghi che ampliarono le fortificazioni e castelli con l'appoggio imperiale e successivamente ai loro discendenti di vari rami collaterali.
La Contea di Bobbio si ridusse solo a parte della val Trebbia, dell'Oltrepò, e con i borghi di Trebecco, Ruino, Romagnese e Zavattarello nell'alta Val Tidone in quella che sarà poi il feudo dei Malaspina e dei Dal Verme.

## Divisione

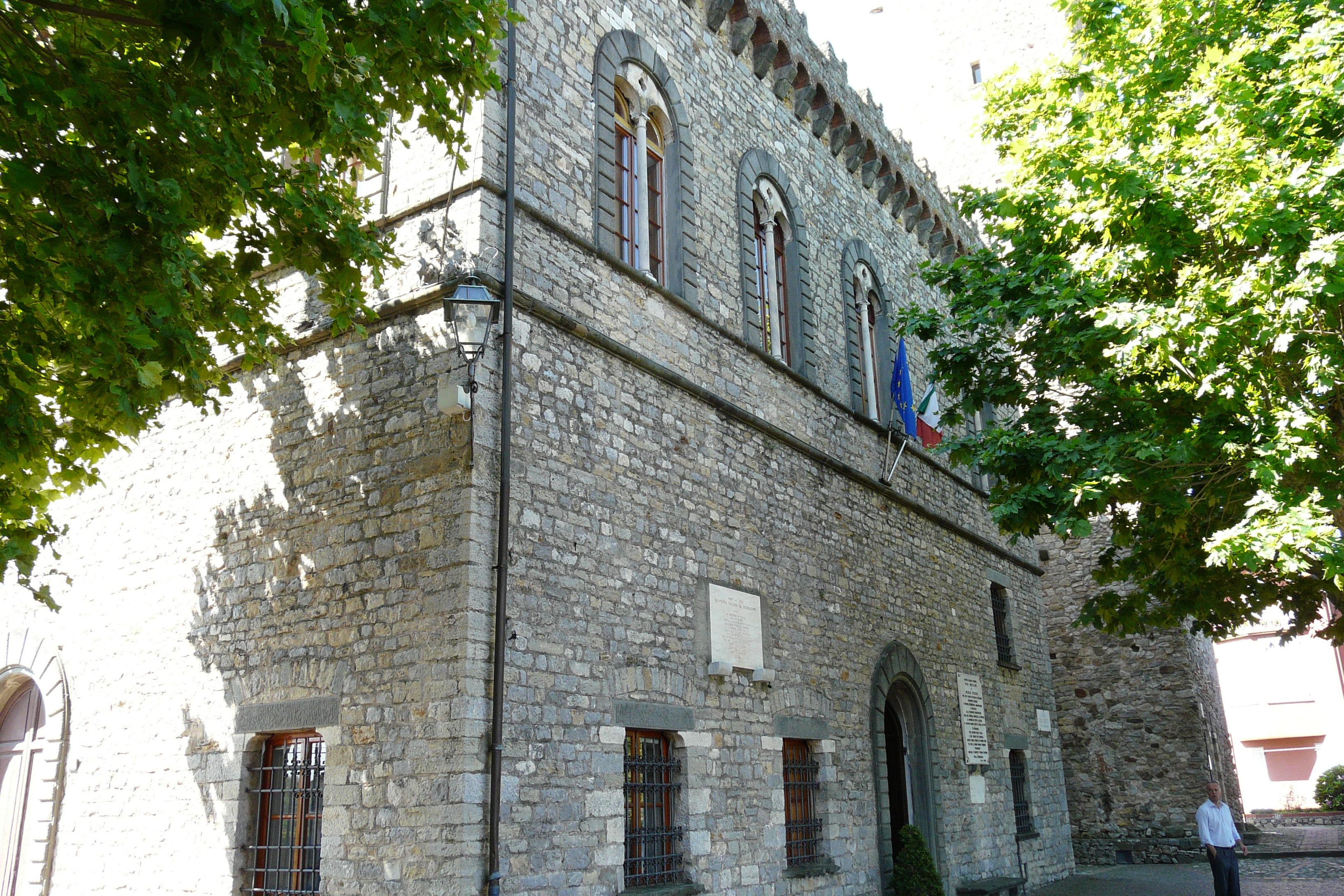
Castello obertengo di Arcola

Nel 950-951 il re Berengario II terminò la riorganizzazione del territorio ligure e del nord d'Italia, iniziata da Ugo di Provenza. Egli nominò tre nuovi margravi per tre nuovi territori:
- conte Aleramo del Monferrato (Marca Aleramica - Liguria centro-occidentale con Vercelli, il Monferrato, Ceva, Acqui Terme fino alle coste liguri di ponente da Oneglia fino ad Albenga);
- conte di Torino Arduino il Glabro (Marca Arduinica - Torino e Ivrea fino alle Alpi Marittime e sulle coste liguri dal Nizzardo e da Ventimiglia a Sanremo);
- marchese Oberto I (il grande) marchese di Milano e di Genova e conte di Luni (la Marca Obertenga, detta poi Marca Januensis - Liguria orientale).

Quest'ultimo era stato nominato marchese di Milano e di Genova già prima del 951, con autorità sui Comitati di Milano, di Genova, Tortona e Luni prima appartenenti alla Marca di Tuscia (governati direttamente) e su quelli di Bobbio, Pavia, Piacenza, Cremona, Parma, e territori nei comitati di Modena, Reggio Emilia, Ferrara, Padova, fra cui Monselice e Montagnana, Lucca, fra cui Piazza al Serchio (o Serraplana) Pisa, Volterra, Arezzo, Sorano (o Suprano di Grosseto) ed altri nella Marca di Tuscia, Alba, Acqui Terme, Gavello e Adria (Rovigo); Ascoli Piceno (si aggiunse in un secondo tempo), poi feudi minori (governati da vescovi od abati od altri feudatari).
Gli eredi di Oberto I: Adalberto I e Oberto II [(Oberto Obizzo) morto nel 972] mantennero in consorzio la carica Marchionale con l'appoggio imperiale da Ottone I ad Arduino e Corrado II. Dai due figli di Oberto I discesero le due linee principali del casato obertengo, la linea "Adalbertina" e la linea "Obertina".

## Frazionamenti feudali e rami familiari
In seguito ai numerosi figli di Oberto II di Adalberto I e di Tedisio I, la stirpe si divise dando origine, fra gli altri, ai Marchesi di Massa-Parodi, detti poi di Massa-Corsica al momento dell'acquisizione della Corsica, ai Marchesi Lupi di Soragna, (per eredità femminile), ai Marchesi Pallavicino, ai Marchesi da Cortona, ai Signori Cortinchi conti della Castagniccia, ai Marchesi di Gavi, ai Marchesi Cavalcabò di Cremona, ai Malaspina, alla Casa d'Este e quindi alla casa di Braunschweig Luneburg Hannover, che ha dato al Regno Unito come ultimo sovrano di questa famiglia la Regina Vittoria (e quindi agli attuali Windsor), ai Conti di Lavagna e, forse, ai Marchesi Greco.

## Genealogia essenziale
|                                     | | |                                            |                                          |                                                     |                                                     |                                                                          |                                                                          |                                    |                                    |                    |                           |                           |                    |                                    |                                              |                                              |                                     |                                     |                            |               |                 |                 |                               |                               |                       |                       |
|                                     | | |                                            |                                          |                                                     |                                                     |                                                                          |                                                                          |                                    |                                    |                    |                           |                           |                    |                                    | Adalberto il Margravio *? † 951? ∞ N.N.      |                                              |                                     |                                     |                            |               |                 |                 |                               |                               |                       |                       |
|                                     | | |                                            |                                          |                                                     |                                                     |                                                                          |                                                                          |                                    |                                    |                    |                           |                           |                    |                                    |                                              |                                              |                                     |                                     |                            |               |                 |                 |                               |                               |                       |                       |
|                                     | | |                                            |                                          |                                                     |                                                     |                                                                          |                                                                          |                                    |                                    |                    |                           |                           |                    |                                    |                                              |                                              |                                     |                                     |                            |               |                 |                 |                               |                               |                       |                       |
|                                     | | |                                            |                                          |                                                     |                                                     |                                                                          |                                                                          |                                    |                                    |                    |                           |                           |                    | Oberto I *? † ante 15.X.975 ∞ N.N. | Oberto I *? † ante 15.X.975 ∞ N.N.           | Ambroso *? †988                              | Ambroso *? †988                     |                                     |                            |               |                 |                 |                               |                               |                       |                       |
|                                     | | |                                            |                                          |                                                     |                                                     |                                                                          |                                                                          |                                    |                                    |                    |                           |                           |                    |                                    |                                              |                                              |                                     |                                     |                            |               |                 |                 |                               |                               |                       |                       |
|                                     | | |                                            |                                          |                                                     |                                                     |                                                                          |                                                                          |                                    |                                    |                    |                           |                           |                    |                                    |                                              |                                              |                                     |                                     |                            |               |                 |                 |                               |                               |                       |                       |
|                                     | | |                                            |                                          | Oberto II *? † post 1014/1021 1 ∞ N.N. 2 ∞ Railenda | Oberto II *? † post 1014/1021 1 ∞ N.N. 2 ∞ Railenda |                                                                          |                                                                          |                                    |                                    |                    |                           |                           |                    |                                    | Adalberto I *~925 † ante III.1002 ∞ Adelaide | Adalberto I *~925 † ante III.1002 ∞ Adelaide | Adalberto III *? † 1002/1011 ∞ N.N. | Adalberto III *? † 1002/1011 ∞ N.N. | Anselmo *? †?              | Anselmo *? †? | Guglielmo *? †? | Guglielmo *? †? | Berta *? †? ∞ Oberto di Parma | Berta *? †? ∞ Oberto di Parma | Oberto Obizzo *? †972 | Oberto Obizzo *? †972 |
|                                     | | |                                            |                                          |                                                     |                                                     |                                                                          |                                                                          |                                    |                                    |                    |                           |                           |                    |                                    |                                              |                                              |                                     |                                     |                            |               |                 |                 |                               |                               |                       |                       |
|                                     | | |                                            |                                          |                                                     |                                                     |                                                                          |                                                                          |                                    |                                    |                    |                           |                           |                    |                                    |                                              |                                              |                                     |                                     |                            |               |                 |                 |                               |                               |                       |                       |
| 2 Ugo *? † post 26.I.1037 ∞ Gisella | 2 Ugo *? † post 26.I.1037 ∞ Gisella                                                                | 2 Alberto Azzo I * 970 † ante 1018 ∞ Adele                                                         | 2 Alberto Azzo I * 970 † ante 1018 ∞ Adele |                                          | 2 Oberto Obizzo I *? †?                             | 2 Oberto Obizzo I *? †?                             | 2 Berta *? † 29.XII.1037 1 ∞ Arduino *? †1015 2 ∞ Olderico *? †1034/1035 | 2 Berta *? † 29.XII.1037 1 ∞ Arduino *? †1015 2 ∞ Olderico *? †1034/1035 | 2 Adalberto IV *? †1034 ∞ Adelaida | 2 Adalberto IV *? †1034 ∞ Adelaida | 2 Anselmo *? †1047 | 2 Anselmo *? †1047        | Oberto III *? †996        | Oberto III *? †996 | Adalberto VI *? †1047              | Adalberto VI *? †1047                        | Berta *? †1047 ∞ Lanfranco                   | Berta *? †1047 ∞ Lanfranco          | Gisella? *? †? ∞ Anselmo I          | Gisella? *? †? ∞ Anselmo I |               |                 |                 |                               |                               |                       |                       |
|                                     | | |                                            |                                          |                                                     |                                                     |                                                                          |                                                                          |                                    |                                    |                    |                           |                           |                    |                                    |                                              |                                              |                                     |                                     |                            |               |                 |                 |                               |                               |                       |                       |
|                                     | | |                                            |                                          |                                                     |                                                     |                                                                          |                                                                          |                                    |                                    |                    |                           |                           |                    |                                    |                                              |                                              |                                     |                                     |                            |               |                 |                 |                               |                               |                       |                       |
|                                     | Alberto Azzo II *1009 †?1097 1 ∞ Cunegonda *1020 †1057 2 ∞ Gersenda *~1030 † post 1071 3 ∞ Matilde | Alberto Azzo II *1009 †?1097 1 ∞ Cunegonda *1020 †1057 2 ∞ Gersenda *~1030 † post 1071 3 ∞ Matilde | Adele *? †? ∞ Aledramo II *? † ante 1055   | Adele *? †? ∞ Aledramo II *? † ante 1055 | Alberto I ? †?                                      | Alberto I ? †?                                      |                                                                          |                                                                          | Adalberto V ? †?                   | Adalberto V ? †?                   |                    | Adalberto II *~980 †~1034 | Adalberto II *~980 †~1034 | Ugo ? †?           | Ugo ? †?                           |                                              |                                              |                                     |                                     |                            |               |                 |                 |                               |                               |                       |                       |
|                                     | | |                                            |                                          |                                                     |                                                     |                                                                          |                                                                          |                                    |                                    |                    |                           |                           |                    |                                    |                                              |                                              |                                     |                                     |                            |               |                 |                 |                               |                               |                       |                       |
|                                     | | |                                            |                                          |                                                     |                                                     |                                                                          |                                                                          |                                    |                                    |                    |                           |                           |                    |                                    |                                              |                                              |                                     |                                     |                            |               |                 |                 |                               |                               |                       |                       |
|                                     | · Este                                                                                             | · Este                                                                                             |                                            |                                          | Oberto Obizzo II *? †?                              | Oberto Obizzo II *? †?                              |                                                                          |                                                                          |                                    |                                    | · Pallavicino      | · Pallavicino             | · Cavalcabò               | · Cavalcabò        |                                    |                                              |                                              |                                     |                                     |                            |               |                 |                 |                               |                               |                       |                       |
|                                     | | |                                            |                                          |                                                     |                                                     |                                                                          |                                                                          |                                    |                                    |                    |                           |                           |                    |                                    |                                              |                                              |                                     |                                     |                            |               |                 |                 |                               |                               |                       |                       |
|                                     | | |                                            |                                          |                                                     |                                                     |                                                                          |                                                                          |                                    |                                    |                    |                           |                           |                    |                                    |                                              |                                              |                                     |                                     |                            |               |                 |                 |                               |                               |                       |                       |
|                                     | | |                                            |                                          | · Malaspina                                         |                                                     |                                                                          |                                                                          |                                    |                                    |                    |                           |                           |                    |                                    |                                              |                                              |                                     |                                     |                            |               |                 |                 |                               |                               |                       |                       |

## Marchesi di Massa, Corsica e Livorno
Oberto Brattaportata, terzogenito di Alberto IV il Rufo, signore di Corsica, genera linea dei marchesi di Massa, Corsica e Livorno.
- Oberto Brattaportata 1138-1145
- 1. Alberto 1146, per 1/3
- 2. Alberto il Corso 1146, per 1/3
- 3. Gerardo 1146, per 1/3
- 1. Upezzino
- 1. Albertaccio 1329, lascia erede Bindo Benigni.
- 2. Guglielmo 1184
- 2. Andrea 1199
- 2. Alberto 1250.
- 3. Guglielmo ?
- 3. Corso 1369
- 3. Lemmuccio ?
- 3. Corsuccio 1361, dona il marchesato al comune di Livorno.